# 大阪府薬剤師会
一般社団法人大阪府薬剤師会（いっぱんしゃだんほうじんおおさかふやくざいしかい、英称: Osaka Pharmaceutical Association）は、大阪府の薬剤師を会員とする法人。

## 本部所在地
〒540-0019 大阪府大阪市中央区和泉町1丁目3番8号

## 郡市薬剤師会
- 城東区薬剤師会
- 鶴見区薬剤師会
- 西区薬剤師会
- 西淀川区薬剤師会
- 東淀川区薬剤師会
- 大正区薬剤師会
- 西成区薬剤師会
- 生野区薬剤師会
- 阿倍野区薬剤師会
- 住之江区薬剤師会
- 泉大津薬剤師会
- 門真市薬剤師会
- 河内薬剤師会
- 藤井寺市薬剤師会
- 豊中市薬剤師会
- 八尾市薬剤師会
- 富田林薬剤師会
- 北河内薬剤師会
- 河内長野市薬剤師会
- 守口市薬剤師会
- 岸和田市薬剤師会
- 高槻市薬剤師会
- 松原市薬剤師会
- 茨木市薬剤師会
- 枚方市薬剤師会
- 寝屋川市薬剤師会
- 羽曳野市薬剤師会
- 吹田市薬剤師会
- 箕面市薬剤師会